# Декрет про об'єднання
Декрет Всеросійського ЦВК про об'єднання радянських республік 1919 — постанова Всеросійського виконавчого комітету про об'єднання військових сил радянських республік Росії, України, Латвії, Литви та Білорусі. Постанова, яка в історіографії слідом за радянськими джерелами іменується декретом про об'єднання.

## Історія
Був прийнято 1 червня 1919 сесією Всеросійського ЦВК за участю представників інших радянських республік. 

## Зміст
Вона законодавчо оформила військово-політичний союз між радянськими республіками, задекларувавши, що союз має на меті боротьбу зі світовим імперіалізмом і що об'єднання здійснено на добровільних засадах – "на основі незалежності, свободи й самовизначення кожної республіки" згідно з ініціативним рішенням ЦВК Рад УСРР від 18 травня 1919 "Про об'єднання військових сил радянських республік" та пропозиціями урядів інших республік. Йшлося про об'єднання воєнних організацій та воєнного командування, рад народного господарства, залізничного управління й господарства, фінансів та комісаріатів праці радянських республік – Росії, України, Латвії, Литви, Білорусі та Криму – під керівництвом відповідних єдиних колегій. Комісії, обраній Всеросійським ЦВК, у співпраці з представниками ЦВК республік доручалося виробити конкретні норми військово-політичного союзу. Вважається, що постанову підписали голова Всеросійського ЦВК М. Калінін (його підпису, однак, на оригіналі документа немає) та секретар Л. Серебряков.
Розгляд питання про союз радянських республік на засіданні ЦВК Рад УСРР 14 червня 1919 виявив принципові незгоди між більшовиками та представниками українських національних партій у владних структурах республіки щодо засад такого союзу, закладених у постанові. О.Шумський від фракції лівих есерів (комуністів) висловив побоювання, що деклароване об'єднання є спробою відновлення Російської імперії, а також піддав суворій критиці національну політику уряду Х.Раковського, звинувативши того в ігноруванні "притягнення української інтелігенції до апарату влади". Ліві есери (борбисти; див. Українська партія лівих соціалістів-революціонерів (борбистів)), визнаючи економічну необхідність об'єднання, заявляли, що воно можливе лише на основі справжнього федералізму, який відсутній у РСФРР. Представники Української соціал-демократичної робітничої партії (незалежної) пропонували до проведення об'єднання спочатку виправити помилки щодо використання в Україні національних кадрів в урядових структурах і зосередити увагу на розв'язанні національного питання. Проте опозиціонери залишились у меншості. ЦВК рад схвалив проект резолюції Х.Раковського про визнання постанови й того ж дня дав усім установам вказівку про виконання її на практиці.